# Астрид Якобсен
Астрид Уренхолд Якобсен (на норвежки: Astrid Uhrenholdt Jacobsen; род. 22 януари 1987) — норвежка ски бегачка, олимпийска шампионка в щафетата 4 по 5 км от Пьонгчанг 2018, трикратна световна шампионка, победителка в етапи от Световната купа. Универсална, еднакво силна в спринтовите и в дългите състезания.

## Спортна кариера
Якобсен участва в 5 световни първенства. В дебюта си през 2007 г. в Саппоро печели директно 3 медала: злато в личния спринт и 2 бронзови в отборния спринт и щафетата. През 2011 г. отново става 3-та в отборния спринт (заедно Майкен Касперсен Фала). На световния шампионат през 2015 година печели златото в щафетата и сребърен в скиатлона.
Участва в 3 Олимпийски игри, като едва през 2018 г. в Пьонгчанг печели с щафетата златния олимпийски медал.
В Световната купа дебютира на 9 март 2005 г. През ноември 2007 г. взема и първата си победа в етап от Световната купа в щафетата. Най-доброто място в крайното класиране за Световната купа е 2-рото място през сезон 2007/08.

## Успехи
Олимпийски игри:
- Шампион (2): 2014, 2018

Световно първенство:
- Шампион (3): 2007, 2015, 2017
  -  Сребърен медал (1): 2015
    -  Бронзов медал (5): 2007, 2011, 2017

### Олимпийски игри
| Олимпиада      | Спринт | Отборно спринт | 10 км разделен старт | 7,5+7,5 км 30 км | 30 км масов-старт | Щафета 4 × 5 км |
| -------------- | ------ | -------------- | -------------------- | ---------------- | ----------------- | --------------- |
| 2010 Ванкувър  | 7      | 5              | –                    | –                | –                 | -               |
| 2014 Сочи      | 4      | –              | 19                   | –                | –                 | 5               |
| 2018 Пьонгчанг | –      | –              | –                    | –                | –                 | 1               |